# Pithoragarh
Pithoragarh (Hindi पिथौरागढ़) ist eine Kleinstadt im indischen Bundesstaat Uttarakhand.
Die Stadt ist Hauptstadt des Distrikts Pithoragarh. Pithoragarh hat den Status einer Nagar Palika Parishad. Die Stadt ist in 15 Wards gegliedert. Sie hatte am Stichtag der Volkszählung 2011 insgesamt 56.044 Einwohner, von denen 29.127 Männer und 26.917 Frauen waren. Hindus bilden mit einem Anteil von ca. 93 % die größte Gruppe der Bevölkerung in der Stadt gefolgt von Muslimen mit ca. 5 %. Die Alphabetisierungsrate lag 2011 bei 92,48 %.
Die Stadt ist über Straßen und einen kleinen Flughafen mit dem Rest des Landes verbunden.